# Сэкигути-рю Баттодзюцу
Сэкигути-рю Баттодзюцу (яп. 関口流抜刀術, «баттодзюцу школы Сэкигути») — древняя школа баттодзюцу, классическое японское боевое искусство (корю), основанное в XVII веке Сэкигути Хатиродзаэмоном Санэтикой (яп. 関口 八郎左衛門 実近, 1636 — 1716), старшим сыном Сэкигути Хатирозаэмона Удзинари, 2-го сокэ школы Сэкигути-рю.

## История
Школа Сэкигути-рю Баттодзюцу была основана Сэкигути Хатиродзаэмоном Санэтикой во времена периода Эдо на основе знаний стиля Сэкигути-рю.
Вторым сокэ школы стал Сибукава Бангоро, основатель Сибукава-рю дзюдзюцу. Он передал техники школы Идзава Дзюрозаэмону Нагахидэ, который распространил искусство среди членов клана Кумамото, где оно и оставалось долгие годы.
13 глава школы Оиси Фудзивара Нагакацу являлся прямым потомком Оиси Кураносуке, ронина из Ако. Самурая который руководил возмездием 47 самураев. И внес в школу одну новую технику извлечения меча левой рукой.
14 Шике(глава) Аоки Кикуо, одновременно являлся 8 соке школы Ни Тэн Итти рю Хехо, школы работы двумя мечами от Миямото Мусаси. Живя на Тайване, он передал школы Секигучи рю батто дзютсу солдату императорской армии Камегай Шигеру. А школу Ни тэн итти рю разделил на две школы и передал другим своим ученикам.
15-й глава школы Камэгай Сигэру получил передачу от Аоки Кикуо на Тайване во время Второй Мировой войны имел прозвище "демон Камегаи" и имел очень суровый характер. Однажды он взял с собой 5 солдат своего подразделения, приказав взять только мечи. Он приготовил своих людей и сказал что обратно они уже не вернутся. Ночью они выдвинулись в расположение противника. Китайские солдаты в большинстве уже отдыхали, и легко расправившись с постовыми, группа Камегаи вырезала больше 100 человек. До конца его жизни в его доме весела фотография где Камегаи стоял с более 100 отрезанными головами. И часто показывая эту фотографию своим ученикам говорил, что самурай должен быть готов к смерти и готов убивать..
16 Шике стал Ямада Йошитака ученик Камегаи Шигеру и передал линию своему сыну Тошиясу. В то же самое время, большкю часть обучения Ямада Тошичсу получал от Камегаи Шигеру.
Текущий патриарх школы в 17-м поколении, Тосиясу Ямада, управляет искусством Сэкигути-рю Баттодзюцу в городе Кани провинции Гифу, Япония.

## Генеалогия
Линия передачи искусства Сэкигути-рю Баттодзюцу выглядит следующим образом:
1. Сэкигути Хатиродзаэмон Санэтика (яп. 関口八郎左衛門實親), основатель.
2. Сибукава Бангоро Татибана-но Ёсиката (яп. 渋川伴五郎橘義方), получил мэнкё кайдэн в 1680 году;
3. Идзава Дзюродзаэмон Минамото-но Нагахидэ (яп. 井沢十郎左衛門源長秀, 1668 — 1730);
4. Идзава Дзюродзаэмон Минамото-но Нагакату (яп. 井沢十郎左衛門源長勝);
5. Идзава Масауэмон Минамото-но Нагааки (яп. 井沢政右衛門源長明);
6. Осато Укинго (яп. 大里右金吾宇治帷翰);
7. Идзава Дзюродзаэмон Минамото-но Нагаясу (яп. 井沢十郎左衛門源長保);
8. Идзава Канбэ Минамото-но Нагатунэ (яп. 井沢勘兵衛源長常);
9. Тани Хисадзаэмон Минамото-но Нагакату (яп. 谷久左衛門源永勝);
10. Сакидзака Хэиуэмон Фудзивара-но Масатунэ (яп. 匂坂平右衛藤原正常);
11. Тани Дзюдзабуро Фудзивара-но Нагасити (яп. 谷十三郎藤原永質);
12. Нода Дзиннай Фудзивара-но Удзидзанэ (яп. 野田甚内藤原氏種);
13. Оиси Фудзивара Нагакацу (яп. 大石永勝藤原永勝);
14. Аоки Кикуо Фудзивара-но Кацухиса (яп. 青木規矩男藤原勝久);
15. Камэгай Шигэру Фудзивара-но Катухиса (яп. 亀谷鎮源成久);
16. Ямада Ёситака (яп. 山田昌孝);
17. Согагура Ямада Джироубэи Минамоно Но Тошиясу (яп. 山田利康).